# Si Antes Te Hubiera Conocido
"Si Antes Te Hubiera Conocido" é uma canção da cantora e compositora colombiana Karol G. Foi escrita ao lado de Rios, Édgar Barrera e Sky Rompiendo, e produzida pelos dois últimos ao lado de Giraldo. Foi lançada em 20 de junho de 2024, pela Bichota Records Interscope, como o primeiro single de seu próximo quinto álbum de estúdio, Tropicoqueta.

## Antecedentes e lançamento
No dia 18 de junho de 2024, a cantora anunciou através de suas redes sociais que lançaria uma nova música, revelando seu título, uma amostra da música e a data de lançamento, prevista para 20 de junho.

## Música e letras
Musicalmente, "Si Antes Te Hubiera Conocido" é uma música merengue com elementos de mambo. Já a letra da música reflete sobre a ideia de oportunidades perdidas e as maravilhas do que poderia ter sido se Karol G tivesse conhecido seu interesse amoroso antes.

## Recepção
Si Antes Te Hubiera Conocido foi recebida de forma amplamente positiva pela crítica especializada. O site El País descreveu a faixa como “uma celebração luminosa dos ritmos tropicais” e destacou a escolha do merengue como uma demonstração da versatilidade de Karol G. Já a Cadena SER observou que a canção combina "nostalgia e festa", elogiando a melodia cativante e a produção refinada de Édgar Barrera e Sky Rompiendo.
A performance de Karol G na cerimônia do MTV Video Music Awards de 2024 foi amplamente elogiada pela mídia internacional. O portal Pitchfork descreveu a apresentação como "cheia de carisma e energia", destacando o apelo visual e a coreografia inspirada nas festas caribenhas.
A música rapidamente se tornou um sucesso nas plataformas digitais. Em menos de 24 horas, o videoclipe oficial ultrapassou 2,5 milhões de visualizações no YouTube, sendo descrita por diversos veículos como uma das músicas mais populares do verão de 2024 na América Latina e na Espanha. A faixa também foi apontada como uma das candidatas à “canção do verão” por programas de rádio e críticos musicais espanhóis.

## Videoclipe
O videoclipe foi lançado junto com o single em 20 de junho de 2024. O vídeo é uma referência forte ao verão e foi gravado na República Dominicana. O vídeo se passa em uma festa em frente ao mar e captura o espírito festivo de um karaokê em um lugar que acaba se tornando uma gigantesca festa dançante com pessoas aproveitando a vida e dançando em uma rua.

## Histórico de lançamento
| Região | Data                | Formato                    | Gravadora              | Ref. |
| ------ | ------------------- | -------------------------- | ---------------------- | ---- |
| Vários | 20 de junho de 2024 | Digital download streaming | Universal Music Latino |      |